# Doron Lamb
Doron Emmanuel Calvin Lamb (Queens, 6 novembre 1991) è un cestista statunitense con cittadinanza panamense, di ruolo guardia.

## Carriera
Campione NCAA 2012 con University of Kentucky (13,7 punti di media con il 46,6% da tre nel suo secondo e ultimo anno presso l'ateneo), Lamb è stato selezionato dai Milwaukee Bucks al secondo giro del Draft NBA 2012 con la 42ª scelta assoluta. Con i Bucks ha disputato le sue prime 23 partite in NBA, nelle quali ha segnato 3,4 punti in 12,2 minuti di media. Nel gennaio 2013 è stato assegnato alla franchigia dei Fort Wayne Mad Ants della lega di sviluppo NBA D-League.
Il successivo 21 febbraio è passato agli Orlando Magic insieme a Tobias Harris e Beno Udrih, mentre Gustavo Ayón, J.J. Redick e Ish Smith hanno compiuto il percorso inverso. In Florida, Lamb ha trascorso la rimanente parte della stagione 2012-2013 e l'intera stagione 2013-2014, per un totale di 77 partite a 3,5 punti e 12,9 minuti di media. Nell'estate 2014 è diventato free agent, al termine di quella che poi si rivelerà essere stata la sua ultima stagione in NBA. In carriera tra Bucks e Magic ha dunque collezionato un totale di 100 presenze.
La sua carriera è proseguita nella NBA D-League ai Texas Legends e ai Westchester Knicks (stagione 2014-2015), poi è approdato in Europa dove ha avuto una brevissima apparizione con i montenegrini del Budućnost e un'altra di qualche mese nella massima serie francese al Nanterre, prima di tornare negli Stati Uniti ai Westchester Knicks.
Dal 2017 al 2019 ha giocato per i greci del Lavrio, quindi è volato in Turchia al Darüşşafaka per la stagione 2019-2020, nella quale ha viaggiato a 8,2 punti di media in 19 presenze di campionato e 9,4 punti in 15 presenze di Eurocup 2019-2020.
Ha cominciato la stagione 2021-2022 in Polonia allo Start Lublino, ma nel novembre 2021 ha lasciato la squadra per approdare nella Serie A italiana alla Victoria Libertas Pesaro, formazione con cui ha poi segnato 12,9 punti di media in 21 presenze contribuendo al raggiungimento di un posto nei play-off. Lamb ha giocato in Serie A anche l'anno seguente, dividendosi in questo caso tra il neopromosso Scafati Basket che lo ha ingaggiato in estate e la New Basket Brindisi che lo ha rilevato a gennaio dopo la rescissione con Scafati.
Nell'ottobre 2023 ha firmato in Tunisia con il Monastir, poi nel gennaio 2024 si è unito alla UEB Cividale militante in Serie A2. Terminato il campionato con i friulani, ha firmato con il club venezuelano dei Marinos de Oriente con cui ha giocato in estate. Il 18 dicembre 2024 ha iniziato ufficialmente la sua seconda parentesi alla UEB Cividale, dopo la decisione della dirigenza friulana di tesserarlo al posto del connazionale Derrick Marks.

## Statistiche
| † | Denota le stagioni in cui ha vinto il titolo |

### NCAA
| Anno       | Squadra           | PG | PT | MP   | TC%  | 3P%  | TL%  | RP  | AP  | PRP | SP  | PP   |
| ---------- | ----------------- | -- | -- | ---- | ---- | ---- | ---- | --- | --- | --- | --- | ---- |
| 2010-2011  | Kentucky Wildcats | 38 | 15 | 28,4 | 49,7 | 48,6 | 79,0 | 2,0 | 1,6 | 0,6 | 0,2 | 12,3 |
| 2011-2012† | Kentucky Wildcats | 40 | 35 | 31,2 | 47,4 | 46,6 | 82,6 | 2,7 | 1,5 | 0,5 | 0,1 | 13,7 |
| Carriera   | Carriera          | 78 | 50 | 29,8 | 48,5 | 47,5 | 81,1 | 2,3 | 1,6 | 0,5 | 0,1 | 13,1 |

#### Massimi in carriera
- Massimo di punti: 32 vs Winthrop (22 dicembre 2010)[10]
- Massimo di rimbalzi: 6 (2 volte)
- Massimo di assist: 8 vs Marist (11 novembre 2011)
- Massimo di palle rubate: 3 vs Florida (5 febbraio 2011)
- Massimo di stoppate: 1 (8 volte)
- Massimo di minuti giocati: 39 (2 volte)

### NBA

#### Regular Season
| Anno      | Squadra         | PG  | PT | MP   | TC%  | 3P%  | TL%  | RP  | AP  | PRP | SP  | PP  |
| --------- | --------------- | --- | -- | ---- | ---- | ---- | ---- | --- | --- | --- | --- | --- |
| 2012-2013 | Milwaukee Bucks | 23  | 0  | 12,2 | 34,7 | 25,0 | 53,3 | 0,7 | 0,9 | 0,3 | 0,0 | 3,4 |
| 2012-2013 | Orlando Magic   | 24  | 0  | 12,4 | 39,7 | 47,6 | 63,2 | 1,2 | 0,5 | 0,3 | 0,0 | 3,2 |
| 2013-2014 | Orlando Magic   | 53  | 0  | 13,1 | 39,4 | 40,0 | 80,6 | 0,9 | 0,8 | 0,2 | 0,0 | 3,6 |
| Carriera  | Carriera        | 100 | 0  | 12,7 | 38,1 | 39,4 | 70,0 | 1,0 | 0,8 | 0,2 | 0,0 | 3,5 |

#### Massimi in carriera
- Massimo di punti: 16 vs Milwaukee Bucks (10 aprile 2013)[11]
- Massimo di rimbalzi: 5 vs Golden State Warriors (18 marzo 2014)
- Massimo di assist: 4 vs Washington Wizards (25 febbraio 2014)
- Massimo di palle rubate: 2 (2 volte)
- Massimo di stoppate: 1 vs Chicago Bulls (14 aprile 2014)
- Massimo di minuti giocati: 40 vs Indiana Pacers (16 aprile 2014)

## Palmarès
- McDonald's All-American Game (2010)
- Torneo NCAA: 2012